# Miguel Hidalgo, San Miguel de Allende
Miguel Hidalgo är en ort i Mexiko.   Den ligger i kommunen San Miguel de Allende och delstaten Guanajuato, i den centrala delen av landet, 240 km nordväst om huvudstaden Mexico City. Miguel Hidalgo ligger 1 896 meter över havet och antalet invånare är 195.
Terrängen runt Miguel Hidalgo är platt åt sydväst, men åt nordost är den kuperad. Runt Miguel Hidalgo är det ganska tätbefolkat, med 96 invånare per kvadratkilometer. Närmaste större samhälle är San Miguel de Allende, 3,4 km söder om Miguel Hidalgo. Trakten runt Miguel Hidalgo består i huvudsak av gräsmarker.